# Tỉnh ủy Khánh Hòa
Tỉnh ủy Khánh Hòa hay còn được gọi Ban chấp hành Đảng bộ tỉnh Khánh Hòa. Tỉnh ủy Khánh Hòa là cơ quan lãnh đạo cao nhất của Đảng bộ tỉnh Khánh Hòa giữa hai kỳ đại hội đại biểu Đảng bộ tỉnh, do Đại hội Đại biểu Đảng bộ tỉnh bầu. Tỉnh ủy Khánh Hòa có chức năng thi hành nghị quyết, quyết định của Đại hội Đại biểu Đảng bộ tỉnh Khánh Hòa, Ban Chấp hành Trung ương Đảng, Ban Bí thư và Bộ Chính trị.
Ngày 18 tháng 6 năm 2025, Bộ Chính trị ban hành Quyết định số 318-QĐ/TW thành lập Đảng bộ tỉnh Khánh Hòa trực thuộc Ban Chấp hành Trung ương Đảng, trên cơ sở hợp nhất Đảng bộ tỉnh Khánh Hòa và tỉnh Ninh Thuận kể từ ngày 1 tháng 7 năm 2025.
Đứng đầu Tỉnh ủy là Bí thư Tỉnh ủy và thường là ủy viên Ban Chấp hành Trung ương Đảng. Bí thư hiện tại là Ủy viên Trung ương Đảng Nghiêm Xuân Thành.

## Lịch sử
Trước khi Đảng Cộng sản Việt Nam được thành lập, trong thời gian từ 1925-1929 Tân Việt Cách mạng Đảng phát triển rộng khắp tại Khánh Hòa. Sau khi đường lối cộng sản được truyền bá chủ trương của Đảng Tân Việt là thành lập Đảng Cộng sản. Ngày 1/1/1930, Đảng Tân Việt được đổi tên thành Đông Dương Cộng sản Liên đoàn, sau hợp nhất vào Đảng Cộng sản Việt Nam.
Hệ thống tổ chức của Đảng bộ Tân Việt Khánh Hòa chuyển sang Đông Dương Cộng sản Liên đoàn, rồi từ Đông Dương Cộng sản Liên đoàn chuyển sang Đảng Cộng sản Việt Nam ở Khánh Hòa diễn ra trong thời gian ngắn, không bị gián đoạn; cũng có một số cơ sở còn nguyên là đảng Tân Việt chuyển thẳng sang Đảng Cộng sản Việt Nam.
Tỉnh ủy lâm thời Đảng bộ Đảng Cộng sản Việt Nam tỉnh Khánh Hòa được thành lập ngay sau đó gồm: Trần Hữu Duyệt, Lê Dung, Đỗ Long, Trần Đình Giáp, Trương Hiệu. Trần Hữu Duyệt làm Bí thư Tỉnh ủy. Ban đầu, Đảng bộ do Xứ ủy Nam kỳ trực tiếp quản lý, sau Xứ ủy Trung kỳ quản lý.
Trong giai đoạn từ 1930-1932, các phong trào biểu tình, bãi công, bãi khóa... ủng hộ phong trào Xô viết Nghệ - Tĩnh chống thực dân Pháp do Đảng Cộng sản chỉ đạo phát triển rộng lớn. Sau đó Pháp liên tục thực hiện các cuộc bắt bớ, đàn áp, đến đầu năm 1931 tỉnh ủy lâm thời buộc giải tán.
Đầu năm 1932, Phạm Xuân Hòa, bí thư Ban cán sự Trung Nam của Xứ ủy Trung kỳ trực tiếp chỉ đạo hoạt động nhằm khôi phục Đảng bộ. Phạm Xuân Hòa móc nối được với Phan Đán khôi phục lại Đảng bộ. Cuối năm 1932, Ban cán sự Đảng Khánh Hòa được thành lập, Phan Đán được bầu làm Bí thư Ban Cán sự.
Cuối năm 1938, Hội nghị bầu Tỉnh ủy lâm thời được tổ chức. Đoàn Bá Thừa được bầu làm Bí thư Tỉnh ủy lâm thời tại Hội nghị. Cuối năm 1939, Thực dân Pháp đàn áp phong trào cách mạng trong nước, tỉnh ủy lâm thời bị vỡ.
Đầu tháng 4/1945, Tỉnh ủy lâm thời được thành lập tại làng Mỹ Lệ (nay thuộc xã Ninh Đa huyện Ninh Hòa), Trịnh Huy Quang được bầu làm Bí thư. Tỉnh ủy lâm thời cùng Việt Minh tỉnh đã giành thắng lợi trong cách mạng tháng tám ngày 19/8, sau đó xây dựng và củng cố chính quyền nhân dân tại tỉnh.
Đầu tháng 10/1945, Pháp đưa quân đổ bộ vào tỉnh. Để chống lại sự xâm nhập của Pháp, cuộc kháng chiến chống Pháp tại tỉnh nổ ra.
Sau Hiệp định Giơnevơ, tỉnh Khánh Hòa thuộc Việt Nam Cộng hoà quản lý đến năm 1975.
Sau khi thống nhất, tỉnh Khánh Hòa sáp nhập với tỉnh Phú Yên thành tỉnh Phú Khánh tốn tại đến 1986 phân tách lại.
Theo Nghị quyết của Quốc hội về việc sắp xếp đơn vị hành chính cấp tỉnh và Nghị quyết của Ủy ban Thường vụ Quốc hội về sắp xếp đơn vị hành chính cấp xã của tỉnh Khánh Hòa năm 2025. Từ ngày 1/7/2025, tỉnh Ninh Thuận và tỉnh Khánh Hòa sáp nhập thành tỉnh Khánh Hòa mới với diện tích 8.555,86 km vuông, dân số hơn 2,24 triệu người.

## Các kỳ Đại hội Đảng bộ tỉnh
| Đại hội Đại biểu Đảng bộ | Lần thứ  | Thời gian        | Địa điểm              | Bí thư               | Ghi chú                           |
| ------------------------ | -------- | ---------------- | --------------------- | -------------------- | --------------------------------- |
| Tỉnh Khánh Hòa           | I        | 03/1950          | Hòn Hèo (Ninh Hòa)    | Tôn Thất Vỹ          | [ 4 ]                             |
| Tỉnh Khánh Hòa           | II       | 12/1951          | Đá Bàn (Ninh Hòa)     | Nguyễn Xuân Hữu      |                                   |
| Tỉnh Khánh Hòa           | III      | 02/1962          | A-Xây (Khánh Vĩnh)    | Mai Dương            |                                   |
| Tỉnh Khánh Hòa           | IV       | 02/1965          | Suối Bún (Khánh Vĩnh) | Tô Văn Ơn            |                                   |
| Tỉnh Khánh Hòa           | V        | 11/1968          | Gia Ao (Khánh Vĩnh)   | Nguyễn Hồng Châu     |                                   |
| Tỉnh Khánh Hòa           | VI       | 10/1971          | Tà Gộc (Khánh Vĩnh)   | Ngũ Hữu Ngật         |                                   |
| Tỉnh Khánh Hòa           | VII      | 10/1973          | Hòn Dù (Khánh Vĩnh)   | Võ Cứ (Quyền Bí thư) |                                   |
| Tỉnh Phú Khánh           | Lâm thời | 11/1975          | Nha Trang             | Nguyễn Xuân Hữu      |                                   |
| Tỉnh Phú Khánh           | I (VIII) | 11/1976 (vòng 1) | Nha Trang             | Nguyễn Xuân Hữu      | Ủy viên Trung ương Đảng           |
| Tỉnh Phú Khánh           | I (VIII) | 03/1977 (vòng 2) | Nha Trang             | Nguyễn Xuân Hữu      | Ủy viên Trung ương Đảng           |
| Tỉnh Phú Khánh           | II (IX)  | 10/1979          | Nha Trang             | Nguyễn Xuân Hữu      | Ủy viên Trung ương Đảng           |
| Tỉnh Phú Khánh           | III (X)  | 01/1983 (vòng 1) | Nha Trang             | Nguyễn Xuân Hữu      | Ủy viên Trung ương Đảng           |
| Tỉnh Phú Khánh           | III (X)  | 02/1983 (vòng 2) | Nha Trang             | Nguyễn Xuân Hữu      | Ủy viên Trung ương Đảng           |
| Tỉnh Phú Khánh           | IV (XI)  | 10/1986          | Nha Trang             | Nguyễn Duy Luân      | Ủy viên dự khuyết Trung ương Đảng |
| Tỉnh Khánh Hòa           | Lâm thời | 07/1989          | Nha Trang             | Bùi Hồng Thái        |                                   |
| Tỉnh Khánh Hòa           | XII      | 04/1991          | Nha Trang             | Bùi Hồng Thái        |                                   |
| Tỉnh Khánh Hòa           | XIII     | 04/1996          | Nha Trang             | Nguyễn Thị Hồng Vân  | Ủy viên Trung ương Đảng           |
| Tỉnh Khánh Hòa           | XIV      | 01/2001          | Nha Trang             | Nguyễn Văn Tự        | Ủy viên Trung ương Đảng           |
| Tỉnh Khánh Hòa           | XV       | 12/2005          | Nha Trang             | Nguyễn Văn Tự        | Ủy viên Trung ương Đảng           |
| Tỉnh Khánh Hòa           | XVI      | 10/2010          | Nha Trang             | Lê Thanh Quang       | Ủy viên Trung ương Đảng           |
| Tỉnh Khánh Hòa           | XVII     | 09/2015          | Nha Trang             | Lê Thanh Quang       | Ủy viên Trung ương Đảng           |
| Tỉnh Khánh Hòa           | XVII     | 09/2015          | Nha Trang             | Nguyễn Khắc Định     | Ủy viên Trung ương Đảng           |
| Tỉnh Khánh Hòa           | XVIII    | 10/2020          | Nha Trang             | Nguyễn Khắc Định     | Ủy viên Trung ương Đảng           |
| Tỉnh Khánh Hòa           | XVIII    | 10/2020          | Nha Trang             | Nguyễn Hải Ninh      | Ủy viên Trung ương Đảng           |
| Tỉnh Khánh Hòa           | XVIII    | 10/2020          | Nha Trang             | Nghiêm Xuân Thành    | Ủy viên Trung ương Đảng           |

## Ban Thường vụ Tỉnh ủy khóa XVIII (2020 - 2025)
| STT | Họ và tên                    | Năm sinh | Chức vụ hiện tại                                                                              |
| --- | ---------------------------- | -------- | --------------------------------------------------------------------------------------------- |
| 1   | Nghiêm Xuân Thành            | 1969     | Ủy viên Trung ương Đảng, Bí thư Tỉnh ủy                                                       |
| 2   | Nguyễn Đức Thanh             | 1962     | Ủy viên Trung ương Đảng, Phó Bí thư Tỉnh ủy                                                   |
| 3   | Nguyễn Khắc Toàn             | 1970     | Phó Bí thư thường trực Tỉnh ủy, Chủ tịch Hội đồng nhân dân tỉnh                               |
| 4   | Trần Quốc Nam                | 1971     | Phó Bí thư Tỉnh ủy, Chủ tịch Ủy ban nhân dân tỉnh, Trưởng đoàn Đại biểu Quốc hội khóa XV tỉnh |
| 5   | Phạm Văn Hậu                 | 1974     | Phó Bí thư Tỉnh ủy, Chủ tịch Ủy ban Mặt trận Tổ quốc Việt Nam tỉnh                            |
| 6   | Hồ Xuân Trường               | 1979     | Phó Bí thư Tỉnh ủy                                                                            |
| 7   | Nguyễn Khắc Hà               | 1973     | Trưởng ban Tổ chức Tỉnh ủy                                                                    |
| 8   | Võ Hoàn Hải                  | 1976     | Giám đốc Sở Giáo dục và Đào tạo                                                               |
| 9   | Lương Đức Hải                | 1976     | Trưởng ban Nội chính Tỉnh ủy                                                                  |
| 10  | Lữ Thanh Hải                 | 1968     | Bí thư Đảng ủy phường Nha Trang                                                               |
| 11  | Trần Thu Mai                 | 1975     | Phó Chủ tịch thường trực Ủy ban Mặt trận Tổ quốc Việt Nam tỉnh                                |
| 12  | Thiếu tướng Nguyễn Hữu Phước | 1976     | Giám đốc Công an tỉnh                                                                         |
| 13  | Nguyễn Long Biên             | 1973     | Phó Chủ tịch Ủy ban nhân dân tỉnh                                                             |
| 14  | Lâm Đông                     | 1971     | Trưởng ban Tuyên giáo và Dân vận Tỉnh ủy                                                      |
| 15  | Nguyễn Tiến Đức              | 1974     | Chủ nhiệm Ủy ban Kiểm tra Tỉnh ủy                                                             |
| 16  | Chamaléa Thị Thủy            | 1983     | Giám đốc Sở Dân tộc và Tôn giáo                                                               |
| 17  | Đại tá Nguyễn Túy            | 1971     | Chỉ huy trưởng Bộ Chỉ huy Quân sự tỉnh                                                        |

## Ban Chấp hành Đảng bộ tỉnh khóa XVIII (2020 - 2025)
Ngày 30/06/2025, theo Quyết định số 2166, ngày 23-6-2025 của Bộ Chính trị chỉ định Ban Chấp hành, Ban Thường vụ, Bí thư, Phó Bí thư Tỉnh ủy tỉnh Khánh Hòa nhiệm kỳ 2020 - 2025.
1. Nghiêm Xuân Thành - Ủy viên Trung ương Đảng, Bí thư Tỉnh ủy
2. Bùi Thanh Bình - Trưởng ban Kinh tế, Ngân sách HĐND tỉnh
3. Trần Nam Bình - Bí thư Đảng ủy phường Nam Nha Trang
4. Trần Minh Chiến - Trưởng ban Quản lý Khu Kinh tế Vân Phong
5. Nguyễn Văn Đồng - Bí thư Đảng ủy xã Diên Khánh
6. Nguyễn Khắc Hà - Trưởng ban Tổ chức Tỉnh ủy
7. Nguyễn Thanh Hà - Chánh Văn phòng Tỉnh ủy
8. Thái Thị Lệ Hằng - Tổng biên tập Báo và Phát thanh truyền hình Khánh Hòa
9. Nguyễn Như Hoa - Phó Trưởng ban thường trực Ban Nội chính Tỉnh ủy [9]
10. Lương Đức Hải - Trưởng ban Nội chính Tỉnh ủy
11. Lữ Thanh Hải - Bí thư Đảng ủy phường Nha Trang
12. Võ Hoàn Hải - Giám đốc Sở Giáo dục và Đào tạo
13. Đại tá Phan Thăng Long - Chỉ huy trưởng Ban chỉ huy Bộ đội Biên phòng tỉnh
14. Trần Thu Mai - Phó Chủ tịch thường trực Ủy ban Mặt trận Tổ quốc Việt Nam tỉnh
15. Bùi Hoài Nam - Bí thư Đảng ủy xã Khánh Sơn
16. Trần Hòa Nam - Phó Chủ tịch Ủy ban nhân dân tỉnh [10]
17. Nguyễn Quỳnh Nga - Chủ tịch Hội Liên hiệp Phụ nữ tỉnh
18. Mấu Văn Phi - Bí thư Đảng ủy xã Khánh Vĩnh
19. Thiếu tướng Nguyễn Hữu Phước - Giám đốc Công an tỉnh Khánh Hòa
20. Tạ Hồng Quang - Chánh Thanh tra tỉnh
21. Trần Ngọc Sanh - Trưởng ban Pháp chế HĐND tỉnh
22. Võ Nam Thắng - Bí thư Đảng ủy phường Đông Ninh Hòa
23. Nguyễn Văn Thiện - Phó Chủ tịch thường trực Ủy ban Mặt trận Tổ quốc Việt Nam tỉnh
24. Nguyễn Thị Trung Thu - Bí thư Đảng ủy phường Bắc Nha Trang
25. Nguyễn Khắc Toàn - Phó Bí thư thường trực Tỉnh ủy, Chủ tịch Hội đồng nhân dân tỉnh [11]
26. Phạm Thị Xuân Trang - Phó Chủ tịch Hội đồng nhân dân tỉnh [12]
27. Lê Hữu Trí - Phó Trưởng Đoàn chuyên trách Đoàn Đại biểu Quốc hội tỉnh
28. Nguyễn Trọng Trung - Bí thư Đảng ủy xã Cam Lâm
29. Trần Anh Tuấn - Bí thư Đảng ủy xã Vạn Ninh
30. Lý Nguyễn Nguyên Vũ - Giám đốc Sở Tư pháp
31. Võ Chí Vương - Giám đốc Sở Nội vụ
32. Nguyễn Đức Thanh - Ủy viên Trung ương Đảng, Phó Bí thư Tỉnh ủy
33. Phạm Văn Hậu - Phó Bí thư Tỉnh ủy, Chủ tịch Ủy ban Mặt trận Tổ quốc Việt Nam tỉnh
34. Trần Quốc Nam - Phó Bí thư Tỉnh ủy, Chủ tịch Ủy ban nhân dân tỉnh, Trưởng đoàn Đại biểu Quốc hội khóa XV tỉnh
35. Nguyễn Long Biên - Phó Chủ tịch UBND tỉnh
36. Phan Tấn Cảnh - Bí thư Đảng ủy xã Vĩnh Hải
37. Lâm Đông - Trưởng ban Tuyên giáo và Dân vận Tỉnh ủy
38. Nguyễn Tiến Đức - Chủ nhiệm Ủy ban Kiểm tra Tỉnh ủy
39. Châu Thị Thanh Hà - Bí thư Đảng ủy phường Phan Rang
40. Chamaléa Thị Thủy - Giám đốc Sở Dân tộc và Tôn giáo
41. Đại tá Nguyễn Túy - Chỉ huy trưởng Bộ Chỉ huy Quân sự tỉnh
42. Lê Vũ Chương - Chánh Văn phòng Đoàn ĐBQH và HĐND tỉnh
43. Lê Hưng Dũng - Chánh án Tòa án nhân dân tỉnh
44. Vũ Ngọc Đương - Bí thư Đảng ủy phường Ninh Chử
45. Châu Thanh Hải - Bí thư Đảng ủy xã Thuận Nam
46. Lưu Xuân Hải - Phó Bí thư Đảng ủy UBND tỉnh
47. Phan Thị Ngân Hạnh - Chủ tịch Hội Nông dân tỉnh
48. Nguyễn Văn Hòa - Giám đốc Sở Văn hóa, Thể thao và Du lịch
49. Trịnh Minh Hoàng - Phó Chủ tịch UBND tỉnh
50. Đàng Thị Mỹ Hương - Phó Trưởng Đoàn chuyên trách Đoàn Đại biểu Quốc hội tỉnh
51. Nguyễn Văn Nhựt - Bí thư Đảng ủy xã Ninh Sơn
52. Huỳnh Hữu Phúc - Bí thư Tỉnh đoàn
53. Mẫu Thái Phương - Phó Trưởng ban Tổ chức Tỉnh ủy
54. Hồ Sĩ Sơn - Bí thư Đảng ủy xã Thuận Bắc
55. Ngô Thị Bích Thảo - Phó Chủ nhiệm Ủy ban Kiểm tra Tỉnh ủy
56. Nguyễn Hữu Tuấn - Bí thư Đảng ủy xã Ninh Phước
57. Đại tá Trương Thành Việt - Chính ủy Bộ Chỉ huy Quân sự tỉnh
58. Lê Phạm Quốc Vinh - Chánh Văn phòng UBND tỉnh
59. Hồ Xuân Trường - Phó Bí thư Tỉnh ủy

## Ủy ban nhân dân tỉnh Khánh Hòa (2021 - 2026)

### Thường trực
1. Phó Bí thư Tỉnh ủy, Chủ tịch Ủy ban nhân dân tỉnh: Trần Quốc Nam
2. Ủy viên Ban Thường vụ Tỉnh ủy, Phó Chủ tịch Ủy ban nhân dân tỉnh: Nguyễn Long Biên
3. Tỉnh ủy viên, Phó Chủ tịch Ủy ban nhân dân tỉnh: Trần Hòa Nam
4. Tỉnh ủy viên, Phó Chủ tịch Ủy ban nhân dân tỉnh: Trịnh Minh Hoàng

### Ủy viên
1. Chỉ huy trưởng Bộ chỉ huy Quân sự tỉnh: Đại tá Nguyễn Túy
2. Giám đốc Công an tỉnh: Thiếu tướng Nguyễn Hữu Phước [13]
3. Chánh Văn phòng UBND tỉnh: Lê Phạm Quốc Vinh
4. Giám đốc Sở Nội vụ: Võ Chí Vương
5. Giám đốc Sở Công thương: Hồ Xuân Ninh
6. Giám đốc Sở Văn hóa, Thể thao và Du lịch: Nguyễn Văn Hòa
7. Giám đốc Sở Xây dựng: Nguyễn Thành Phú
8. Giám đốc Sở Tư pháp: Lý Nguyễn Nguyên Vũ
9. Giám đốc Sở Y tế: Lê Văn Khoa
10. Giám đốc Sở Nông nghiệp và Môi trường: Nguyễn Duy Quang [14]
11. Giám đốc Sở Tài chính: Châu Ngô Anh Nhân
12. Giám đốc Sở Giáo dục và Đào tạo: Võ Hoàn Hải [15]
13. Chánh Thanh tra: Tạ Hồng Quang
14. Giám đốc Sở Dân tộc và Tôn giáo: Chamaléa Thị Thủy
15. Giám đốc Sở Khoa học và Công nghệ: Phạm Quốc Hoàn